# Jimmy the raven

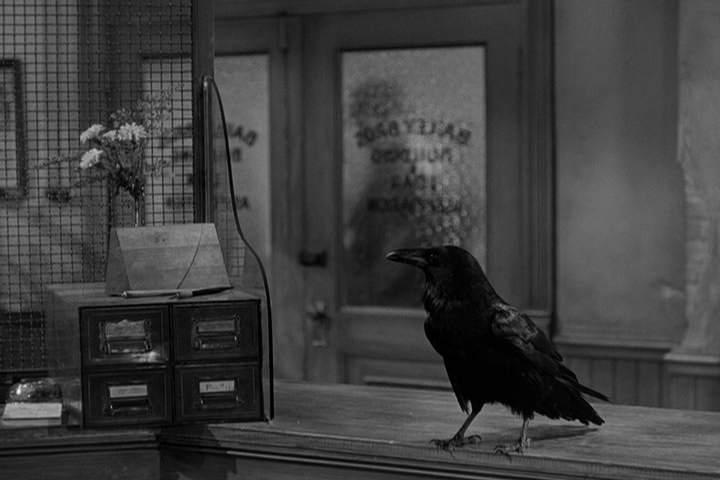
Jimmy ne La vita è meravigliosa

Jimmy the raven (in italiano: "Jimmy il corvo"), o anche Jimmy the crow o Jim the Crow (deserto del Mojave, circa 1936 – dopo il 1954), è stato un esemplare addestrato di corvo imperiale, apparso in oltre un migliaio di film fra gli anni trenta e gli anni cinquanta. Tra i suoi ruoli più noti, il corvo dello zio Billy in La vita è meravigliosa di Frank Capra e il corvo che si posa sullo Spaventapasseri in Il mago di Oz di Victor Fleming.

## Biografia
Jimmy era di proprietà di Henry W. "Curley" Twiford, un addestratore di animali di Hollywood; stando a Twiford, egli aveva trovato Jimmy ancora pulcino in un nido abbandonato nel deserto del Mojave, nel 1936; l'aveva quindi raccolto e allevato all'interno (era lasciato libero di girare per casa), in modo che si abituasse alla compagnia degli umani. La sua prima apparizione cinematografica fu nel 1938, con L'eterna illusione di Frank Capra; dopo questo film, Capra lo scritturò in gran parte delle sue pellicole successive.
Perché potesse essere impiegato in qualsiasi scena fosse richiesto, Jimmy era addestrato a eseguire un gran numero di comandi; tra le altre cose era in grado di usare una macchina per scrivere, aprire recinti, accendere sigarette e consegnare messaggi. Twiford affermò in effetti che, tra tutti gli animali che aveva provato ad addestrare, i corvi fossero i più facili, essendo capaci di ricordare un esercizio per dieci anni. In un'intervista del novembre 1948, affermò che Jimmy riconosceva 53 parole utilizzabili (in un altro articolo del dicembre successivo, si afferma che di parole ne conoscesse circa duecento); per apprendere un nuovo termine Jimmy impiegava una settimana, o due se il termine era composto da più di una sillaba. Data l'importanza che rivestiva per le sue esibizioni il vocabolario che Jimmy era in grado di riconoscere, venne stesa presso il Lloyd's di Londra un'assicurazione che proteggeva le diverse parole che aveva imparato, nel caso le dimenticasse.
Jimmy era particolarmente apprezzato sul set, sia dai registi, sia dagli attori; James Stewart ebbe a dichiarare «quando chiamano Jimmy, ci voltiamo entrambi, ma il corvo è l'attore più intelligente sul set. Non devono fare tante nuove riprese per lui quante ne fanno per noialtri». A settimana, Jimmy veniva pagato 500 dollari, intitolati direttamente a lui, più 250 al nome di Twiford. Con la sua popolarità in crescita, Jimmy venne assicurato dalla Metro-Goldwyn-Mayer per 10.000 dollari. Ad un certo punto disponeva di ben 21 controfigure, di cui 15 femmine, per le scene in cui non era richiesto alcun movimento o trucco specifico.
Al di là di questo suo successo nel cinema, Jimmy fu anche onorato dalla Croce Rossa Americana con una medaglia d'oro, per aver speso più di duecento ore complessive a intrattenere veterani della seconda guerra mondiale.
Il suo ultimo film fu Il circo a tre piste, del 1954. La vita media in cattività dei corvi imperiali è di circa quarant'anni, sebbene Twiford, e gran parte delle fonti dell'epoca, affermassero che il corvo avrebbe probabilmente vissuto addirittura fino ai 140 anni, e all'inizio degli anni '50 Jim aveva già superato la ventina; in ogni caso, dopo la morte di Twiford (nel 1956, a 60 anni), di Jimmy non si ebbero più notizie.

## Filmografia parziale
- L'eterna illusione, regia di Frank Capra (1938)
- Il mago di Oz, regia di Victor Fleming (1939)
- Ellery Queen, Master Detective, regia di Kurt Neumann (1940)
- Appuntamento a Miami, regia di Walter Lang (1941)
- Sposa contro assegno, regia di William Keighley (1941)
- Whispering Ghosts, regia di Alfred L. Werker (1942)
- Il figlio di Dracula, regia di Robert Siodmak (1943)
- Arsenico e vecchi merletti, regia di  Frank Capra (1944)
- La foresta incantata, regia di Lew Landers (1945)
- Il paese di Dio, regia di Robert Emmett Tansey (1946)
- La vita è meravigliosa, regia di Frank Capra (1946)
- Springtime in the Sierras, regia di William Witney (1947)
- The Enchanted Valley, regia di Robert Emmett Tansey (1948)
- Bill and Coo, regia di Dean Riesner (1948)
- S.O.S. jungla!, regia di Sam Newfield (1948)
- Susanna Pass, regia di William Witney (1949)
- Il giardino segreto, regia di Fred M. Wilcox (1949)
- Call of the Forest, regia di John F. Link Sr. (1949)
- He's a Cockeyed Wonder, regia di Peter Godfrey (1950)
- La casa del corvo, regia di Fletcher Markle (1951)
- Il circo a tre piste, regia di Joseph Pevney (1954)